# رستم مينيخانوف
رستم نورجاليفتش مينيخانوف (بالروسية: Руста́м Нургали́евич Минниха́нов) مواليد 01 مارس 1957 في جمهورية روسيا السوفيتية الاتحادية الاشتراكية، الاتحاد السوفيتي هو سياسي تتاري ورئيس تتارستان الحالي، خلفًا للرئيس منتيمير شايمييف.

## نشأته والتعليم
ولد رستم مينيخانوف في الأول من مارس عام 1957، في عائلة تتارية فولجا في قرية نوفايا أريش في مقاطعة ريبنو-سلوبودسكي في جمهورية تتار السوفييتية الاشتراكية ذاتية الحكم. تخرج من معهد قازان الزراعي عام 1978 كمهندس ميكانيكي ومن معهد المراسلات للتجارة السوفييتية كخبير في السلع الأساسية عام 1986. وهو دكتور في العلوم الاقتصادية.